# NK Mladost Donji Hasić
Nogometni klub Mladost Donji Hasić (NK Mladost Donji Hasić; NK Mladost; Mladost; Mladost Hasić; Mladost Donji Hasić) je bio nogometni klub iz Donjeg Hasića, općina Bosanski Šamac, Republika Srpska, Bosna i Hercegovina.

## O klubu
Klub je osnovan 1954. godine kao zajednički klub za Donji Hasić i Gornji Hasić. Do sezone 1969./70. se klub natjecao u Općinskoj ligi Bosanski Šamac, a potom do sredine 1970.-ih, uz prekid, u Međuopćinskoj ligi Brčko – Zapad. 1974. godine se od članova kluba osniva "ONK Hasić" u Gornjem Hasiću, ali u oba kluba nastavljaju igrati nogometaši iz oba mjesta. Nakon ispadanja iz Međuopćinske lige Brčko, klub većinom do sezone 1987./88. igra u Posavskoj ligi. Kao raritet u to vrijeme se može navesti da su za "Mladost" nastupala dva igrača iz Afrike – Antonio Sany iz Gvineje Bisau i Dyalli Abdulai iz Senegala. Nakon ispadanja iz Posavske lige, klub se od sezone 1988./89. natjecao u Općinskoj ligi Bosanski Šamac. 
 
Zbog rata u BiH, okupacije i protjerivanja hrvatskog stanovništva iz Donjeg i Gornjeg Hasića, klub se 1992. godine gasi. Od strane članova i djelatnika "Mladosti" i "ONK Hasić" je sredinom 1994. godine osnovan "HNK Hasići" koji je djelovao na slobodnom dijelu općine Bosanski Šamac – u Domaljevcu i Baziku, te je dvije sezone nastupao u Prvoj ligi Herceg-Bosne, ali 1996. godine prestaje s radom.

## Uspjesi
- Općinska liga Bosanski Šamac 
  - prvak: 1969/70., 1974./75., 1980./81.

## Poznati igrači
- Ilija Katić – Iljko

## Unutrašnje poveznice
- Donji Hasić
- Gornji Hasić
- ONK Hasić Gornji Hasić
- HNK Hasići

## Vanjske poveznice
- hasicani.com, Sport  Arhivirana inačica izvorne stranice od 5. ožujka 2018. (Wayback Machine)